# Римський ритуал
Римський ритуал — це літургійна книга для відправ за Римським обрядом католицької церкви, що зазвичай провадить священник. Вона описує священнодійства, не згадані в Міссалі, Понтифікалі або Бревіарії, а саме святі таїнства хрещення, вінчання, оливопомазання, а також останнє Причастя (Viatikum), святе таїнство покаяння, обряд поховання й екзорцизми. Важливою складовою ритуалу є благословення. Аналогом у східній церкві є Требник.

## Відповідності
Требник у Православ'ї